# Scopula aequicerata
Scopula aequicerata là một loài bướm đêm trong họ Geometridae.